# Sydbræ
Sydbræ är en glaciär i Grönland (Kungariket Danmark).   Den ligger i kommunen Sermersooq, i den östra delen av Grönland, 1 300 km nordost om huvudstaden Nuuk. Sydbræ ligger 218 meter över havet.
Terrängen runt Sydbræ är bergig åt nordväst, men åt sydost är den kuperad. Sydbræ ligger nere i en dal.  Trakten runt Sydbræ är nära nog obefolkad, med mindre än två invånare per kvadratkilometer. Det finns inga samhällen i närheten. Trakten runt Sydbræ är permanent täckt av is och snö.